# Belá (okres Nové Zámky)
Belá is een Slowaakse gemeente in de regio Nitra, en maakt deel uit van het district Nové Zámky.
Belá telt 413 inwoners.